# Marcel Hic
Marcel Hic (* 30. April 1915 in Paris; † 28. Dezember 1944 in Ellrich) war ein französischer Trotzkist.

## Leben
Marcel Hic, Sohn eines anarchistisch geprägten Goldschmieds, besuchte das angesehene Lycée Henri IV in Paris und studierte daraufhin Germanistik. Der Student wurde 1933 Mitglied der Ligue communiste, traf 1935 Trotzki. Hic organisierte während des Zweiten Weltkrieges die Parti ouvrier internationaliste (Internationalistische Arbeiterpartei) im Untergrund. Er arbeitete an der von Martin Monath herausgegebenen trotzkistischen Zeitschrift Arbeiter und Soldat mit, die illegal an Wehrmachtssoldaten verteilt wurde. 
Im Oktober 1943 wurde Hic von der Gestapo verhaftet, gefoltert und im Gefängnis Fresnes inhaftiert. Nach kurzer Internierung im KZ Royallieu wurde er am 27. Januar 1944 nach Buchenwald deportiert. Dort erklärte er gegenüber deutschen kommunistischen Funktionshäftlingen seine Zugehörigkeit zur Vierten Internationale, woraufhin er am 23. März ins KZ Mittelbau-Dora verlegt wurde, von wo aus er ins Außenlager Ellrich-Juliushütte kam. Dort konnte er zunächst als Dolmetscher in einem Büro arbeiten, wurde jedoch zu Erdarbeiten, der schwersten Arbeit im Lager, eingeteilt, als er sich der Beteiligung am Diebstahl der mageren Häftlingsrationen verweigerte. Aufgrund seiner schlechten körperlichen Verfassung ohne Überlebenschance starb Hic, fast blind, im Dezember 1944. Sein enger Freund und Mithäftling in Fresnes und Buchenwald David Rousset widmete ihm 1945 sein Werk L’Univers concentrationnaire („Das KZ-Universum“).